# Liste der Kulturdenkmale in Viöl
In der Liste der Kulturdenkmale in Viöl sind alle Kulturdenkmale der schleswig-holsteinischen Gemeinde Viöl (Kreis Nordfriesland) aufgelistet (Stand: 14. April 2025).

## Legende
In den Spalten befinden sich folgende Informationen:
- Objekt-ID: die Nummer des Kulturdenkmales
- Lage: die Adresse des Kulturdenkmales und die geographischen Koordinaten. Kartenansicht, um Koordinaten zu setzen. In der Kartenansicht sind Kulturdenkmale ohne Koordinaten mit einem roten Marker dargestellt und können in der Karte gesetzt werden. Kulturdenkmale ohne Bild sind mit einem blauen Marker gekennzeichnet, Kulturdenkmale mit Bild mit einem grünen Marker.
- Offizielle Bezeichnung: Bezeichnung des Kulturdenkmales
- Beschreibung: die Beschreibung des Kulturdenkmales
- Bild: ein Bild des Kulturdenkmales

## Sachgesamtheiten
| Objekt-ID      | Lage                                     | Offizielle Bezeichnung   | Beschreibung | Bild                             |
| -------------- | ---------------------------------------- | ------------------------ | --- | -------------------------------- |
| 40661 Wikidata | Kirchenweg (54° 34′ 13″ N, 9° 10′ 54″ O) | Kirche St. Christophorus | Aktualisierung vorgesehen - Begründung: geschichtlich, künstlerisch, städtebaulich, Kulturlandschaft prägend - Schutzumfang: Kirche St. Christophorus mit Ausstattung, Kirchhof, Grabmale bis 1870, Feldsteinwälle | weitere Fotos \| Fotos hochladen |

## Bauliche Anlagen
| Objekt-ID     | Lage                                       | Offizielle Bezeichnung                   | Beschreibung | Bild                             |
| ------------- | ------------------------------------------ | ---------------------------------------- | --- | -------------------------------- |
| 5144 Wikidata | Kirchenweg 7 (54° 34′ 13″ N, 9° 10′ 54″ O) | Kirche St. Christophorus mit Ausstattung | Alteintragung (Aktualisierung vorgesehen) - Begründung: geschichtlich, künstlerisch, städtebaulich - Schutzumfang: gesamtes Objekt - Denkmaltyp: Bauliche Anlage, Sachgesamtheit: Kirche St. Christophorus                                                                                                   | weitere Fotos \| Fotos hochladen |
| 47282         | Kragelund 5 (54° 34′ 3″ N, 9° 7′ 57″ O)    | Wohn- und Wirtschaftsgebäude             | Wohn- und Wirtschaftsgebäude; um 1900; eingeschossiger, langgestreckter Backsteinbau mit Drempel unter Satteldach, Fassade mit Backsteinzierfriesen, Zwerchhaus über dem Hauseingang, zwei Großtore - Begründung: geschichtlich, städtebaulich - Schutzumfang: gesamtes Objekt - Denkmaltyp: Bauliche Anlage | BW                               |

## Gründenkmale
| Objekt-ID      | Lage                                       | Offizielle Bezeichnung | Beschreibung | Bild            |
| -------------- | ------------------------------------------ | ---------------------- | --- | --------------- |
| 19434 Wikidata | Kirchenweg 7 (54° 34′ 14″ N, 9° 10′ 55″ O) | Kirchhof               | Alteintragung (Aktualisierung vorgesehen) - Begründung: geschichtlich, Kulturlandschaft prägend - Schutzumfang: Kirchhof, Grabmale bis 1870, Feldsteinwälle - Denkmaltyp: Gründenkmal, Sachgesamtheit: Kirche St. Christophorus | BW              |
| 47287          | Markt (54° 34′ 8″ N, 9° 10′ 58″ O)         | Doppeleiche            | Doppeleiche; 1898; zum 50-jährigen Jubiläum der SchleswigHolsteinischen Erhebung gepflanzt - Begründung: geschichtlich, wissenschaftlich, städtebaulich - Schutzumfang: Doppeleiche - Denkmaltyp: Gründenkmal                   | Fotos hochladen |

## Quelle
- Liste der Kulturdenkmale in Schleswig-Holstein – Kreis Nordfriesland (PDF)